# بضع المهاد

بضع المهاد عملية جراحية لإزالة جزء صغير من المهاد، والذي يقع في الدماغ الأمامي في قاعدة الدماغ ويتحكم في بعض الحركات غير الإرادية. طبق لأول مرة في الخمسينيات من القرن العشرين للحد من الرعاش الناجم عن مرض باركنسون. ويستخدم أيضا في حالات التصلب المتعدد أو خلل التوتر العضلي.